# Aedes mitchellae
Aedes mitchellae é um espécie de mosquito do Género Aedes, pertencente à família Culicidae.